# 納川股份
福建納川管材科技股份有限公司，簡稱福建納川管材科技股份、福建納川管材科技、福建納川管材、福建納川，以及納川股份（英語：Fujian Newchoice Pipe Technology Co.,Ltd.，深交所：300198），於2003年由陳志江（董事長）等人，於福建省泉州市泉港区普安工业区（總部）創立，前身為「泉州市东高新型管材有限公司」。
纳川公司在中国国内经营业务为研发、生产、销售为一体的大口径埋地塑料排水管道，招股價為31元人民幣，發行新股為2300萬股，而集資額為7.13億元人民幣，股份則在2011年4月7日於深交所創業板上市。

## 業務領域
2014年，纳川以新能源汽车动力总成为切入点，进军新能源汽车市场。形成“新能源汽车核心零部件+整车运营+互联网平台”创新发展模式。致力成为国内专业新能源汽车核心零配件供应商。
目前，納川股份拥有锂电池生产与汽车动力总成生产等产业
福建纳川管业科技有限责任公司系纳川股份旗下全资子公司，2003年创立至今，专注城市综合管廊、地下管网、供水及污水处理的各类新型环保管材研发、生产、销售，为城市建设提供前沿的综合性给排水管网解决方案。
经过十余年快速发展，纳川管业已在福建、天津、湖北、江苏、上海、四川等地建立7个生产基地，近50条自动化生产线。产品全面涉及水生态系统，主要包括高密度聚乙烯（HDPE）缠绕结构壁B型管、钢骨架聚乙烯(PE)塑料复合管、绿色安全PE实壁管、连续缠绕玻璃纤维增强管、玻璃钢夹砂顶管（强力型) 及相关配套管件等。产品广泛应用于市政工程、火电核电、石油化工、交通枢纽等国家基础建设全领域，服务网络辐射至东南亚、中东、非洲、南美等海外10多个地区和国家。

## 产品
纳川管材
高密度聚乙烯（HDPE）缠绕结构壁管
钢骨架（PE）塑料复合管
绿色安全PE实壁管（含核级管道）
连续缠绕玻璃纤维增强管
AEBS（自动驾驶+智慧节能）
纳川新能源
新能源汽车动力总成系统
DAT自动变速器
电动汽车系列电池产品
AEBS（自动驾驶+智慧节能）

## 海外业务
纳川紧跟国家“一带一路”战略，积极开拓海外市场，纳川管业先后向菲律宾、印尼、缅甸、越南、巴基斯坦、埃及、乍得、特立尼达和多巴哥等十多个国家和地区出口产品及配套服务，管道系统应用于各类大型工矿、石化基地、火电、市政工程。
新能源汽车领域，2009年纳川股份开拓欧洲电动车锂电池市场，2011年装配2000辆电动汽车，服务于法国商用市场。
纳川股份是中国大陆向海外出口大口径管道的企业之一
2016年出口菲律宾的2.8m（HDPE）缠绕结构壁管；
2019年1月由纳川股份旗下公司纳川管业供应的HDPE缠绕管在菲律宾卸煤码头安装首战告捷，此次安装的纳川HDPE管道长30米、重达140吨，取水管为内径3米的HDPE管，排水管为内径3.3米的HDPE管

## 旗下企业
福建纳川塑业有限公司，系纳川股份全资子公司， 专业经营中国国产和进口管材原料，用于生产HDPE缠绕增强管，钢骨架聚乙烯（PE）复合管，PE给水管，燃气管等。现为SABIC基础化工，美国雪佛龙菲利普斯，北欧化工博禄有限公司，伊朗石化等多家国外厂商在国内的代理商，同时也是中石化燕山石化华南地区分销商。

## 荣誉资质
2020年度十佳工匠精神企业单位

第二十四届全国发明展览会“发明创业奖·项目奖”银奖

企业信用评价AAA级信用企业

长江生态环保产业联盟优秀成员单位

高新技术企业

长江生态环保产业联盟会员单位

海南文昌航天发射场建设贡献奖

ASME核3级授权证书（NPT）

福建省院士专家工作站

2016福建品牌产品

AAA级信用企业

省级企业技术中心

服务经济建设先进集体

福建省战略性新兴行业骨干企业

2016中国塑料管道十大顶级品牌

2015年名牌产品

安全生产标准化一级企业

## 品牌实力

#### 研发实力
纳川股份始终以科技创新驱动企业高速发展，设立院士工作站、电动车辆国家工程实验室、核电HDPE材料联合研发项目实验室，配备德国、美国等国际先进科研检测设备，采用国际产品检测标准，通过ISO9001、ISO14001、 OHSAS18001、APISpec Q1、ASME等认证体系。

公司建立了工艺及应用数据库、选型软件平台服务，是国际上能够向核电机组提供核Ⅲ安全等级的工艺管道制造商。
集团拥有科研人员200余名，组成了一支由院士、博士、硕士、中高级工程师和行业顾问组成的研发团队。承担11项“863”电动汽车重大专项课题，2项“973”课题，13项国家课题。集团及下属企业获得专利超过200项，多项发明专利获得国际知识产权。

近年来，集团陆续获得高新技术企业、创新型企业、纳税大户等数十项荣誉称号。

#### 生产实力
纳川股份引进国内外先进设备，实现了规模化自动化生产。
管业：福建、天津、湖北、上海、四川、江苏建立7大生产基地，近50条国内先进生产线，拥有包括巴顿-辛辛那提新生产线在内的国际先进生产设备。

新能源汽车（动力总成）：目前已建立驱动电机产线2条，驱动电机目前月产能单班6000台；自动变速器产线月产能达单班3000台。已建立5条控制器产线。控制器月产能单班5000套；VCU月产能单班5000套。截至目前，全国动力系统市场保有量已超3万台，60%为公交车。作为新能源汽车动力总成的方案提供商，万润将投资建设新能源汽车动力总成系统部件生产基地。项目总投资5亿元，用地50亩，分两期建设，一期建设新能源汽车商用车动力总成生产基地，二期建设新能源汽车乘用车动力总成基地。

新能源汽车（锂电池）：位于苏州的锂电池生产基地，年产能25亿瓦时，2017新一代自动化产线投产，年产能达50亿瓦时。

#### 资金优势
2011年，纳川股份在深圳上市。

作为上市公司，内控完善，具有良好信誉，依托上市公司的融资能力，建立多渠道的融资通道，为各版块业务提供资金保障。

目前PPP项目基金100亿元，新能源汽车投资基金近25亿元

## 链接
- Superpipe.cn （页面存档备份，存于）